# Sauropus repandus
Sauropus repandus är en emblikaväxtart som beskrevs av Johannes Müller Argoviensis. Sauropus repandus ingår i släktet Sauropus och familjen emblikaväxter. Inga underarter finns listade i Catalogue of Life.